# Указатель поворота

Включённая аварийная сигнализация на Audi A6 с динамическими поворотниками

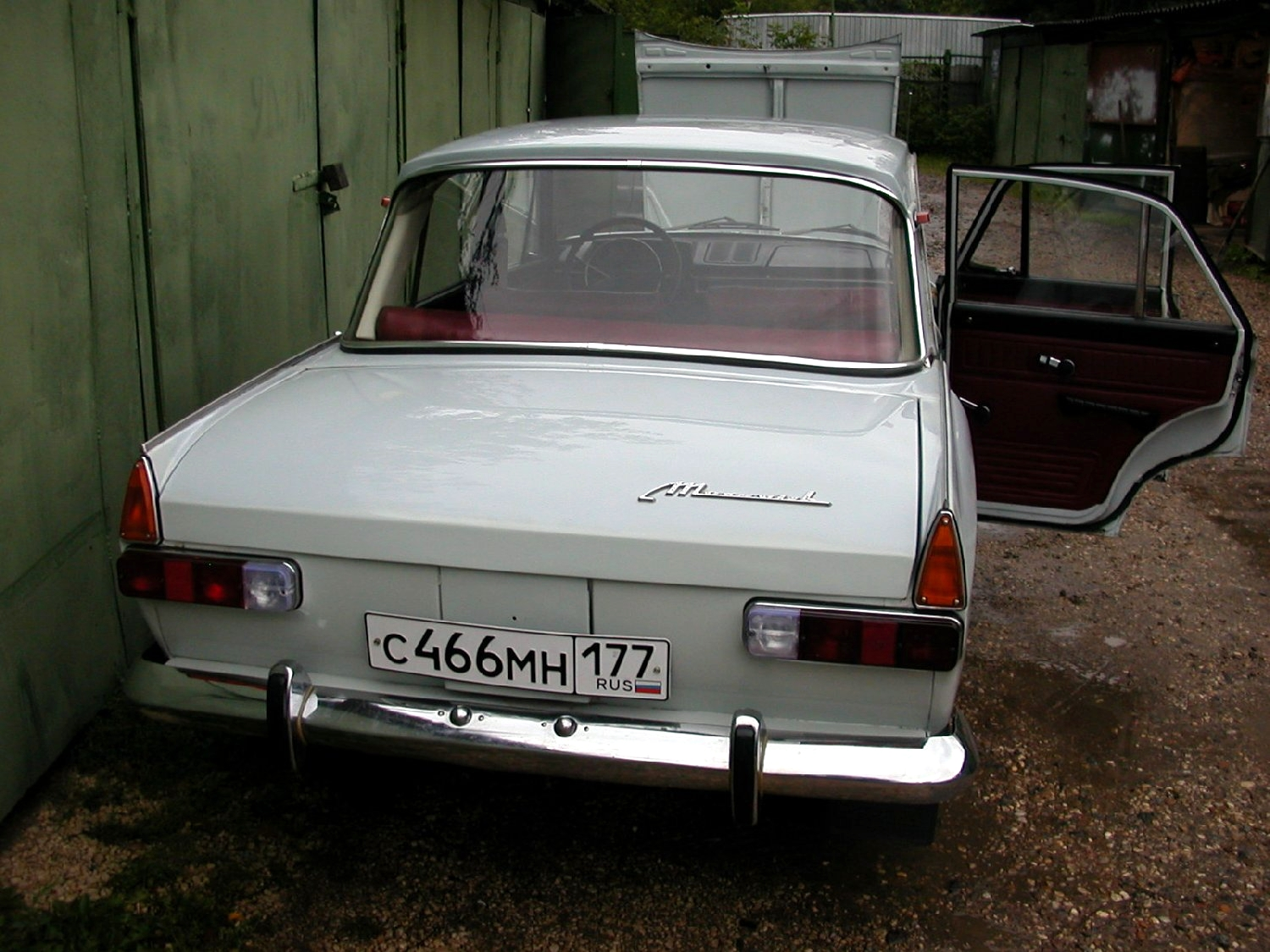
Обособленные поворотники на Москвиче 412 поздних годов выпуска в виде оранжевых треугольников

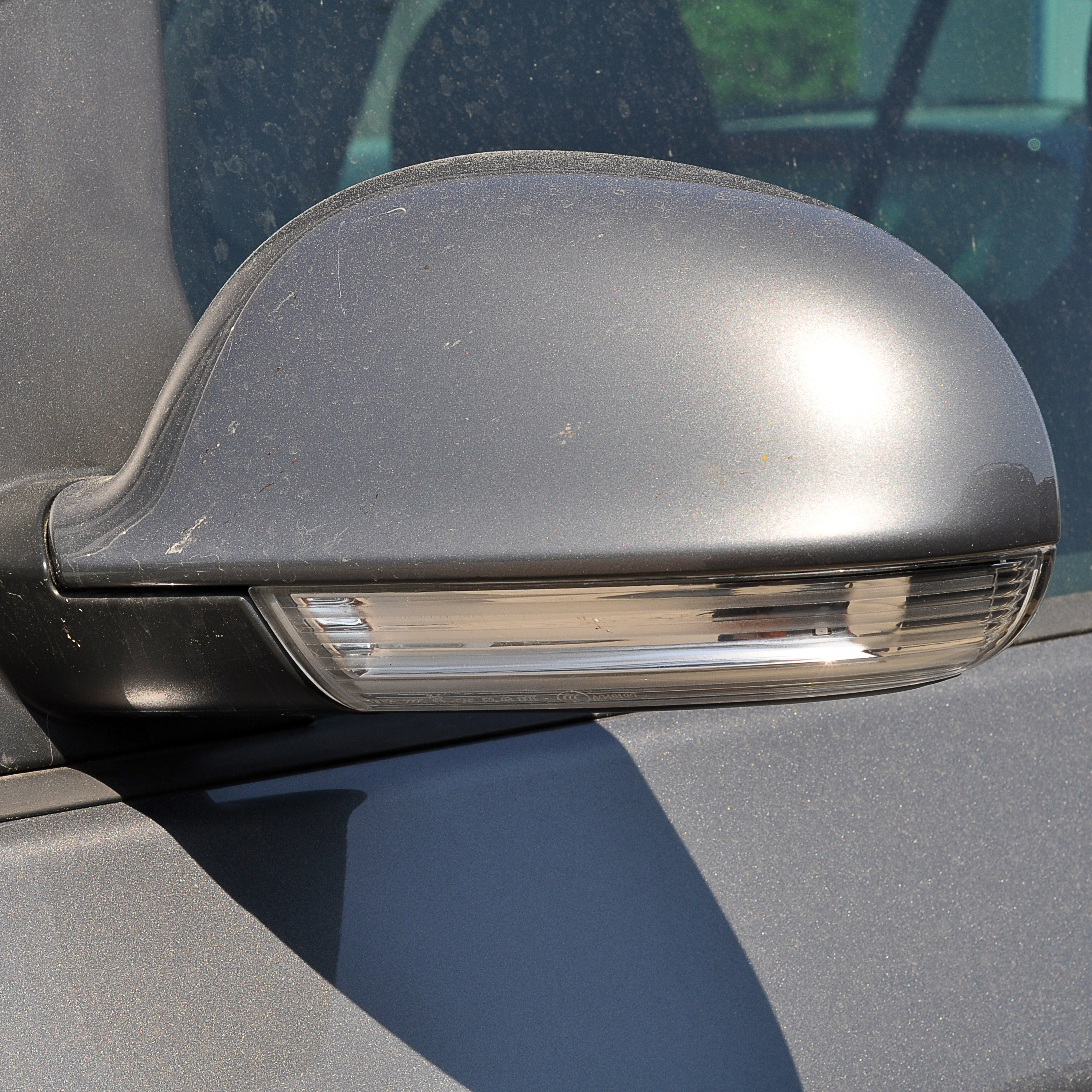
Поворотник на зеркале, ставший хитом в 2000-х

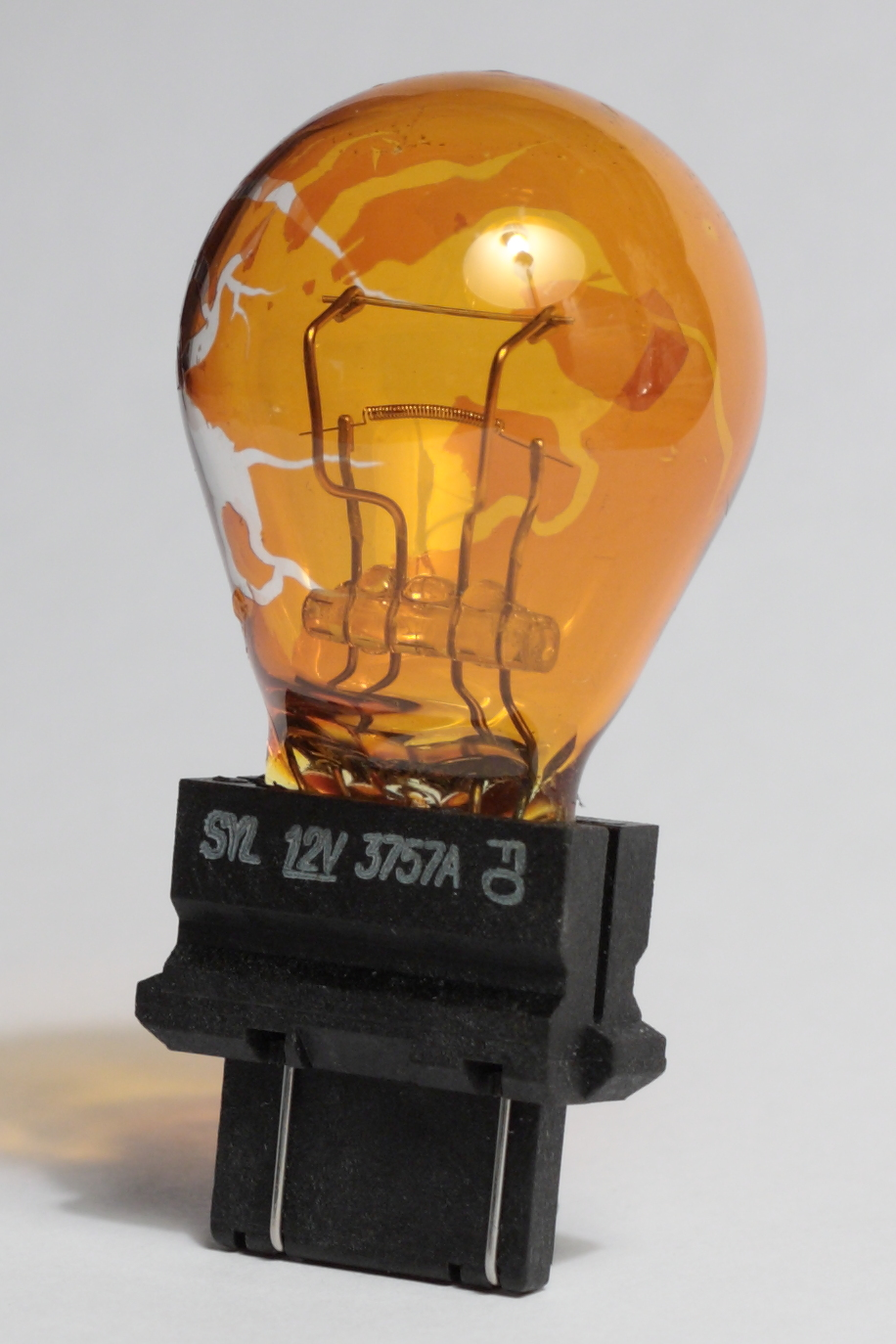
Оранжевая лампочка из поворотника

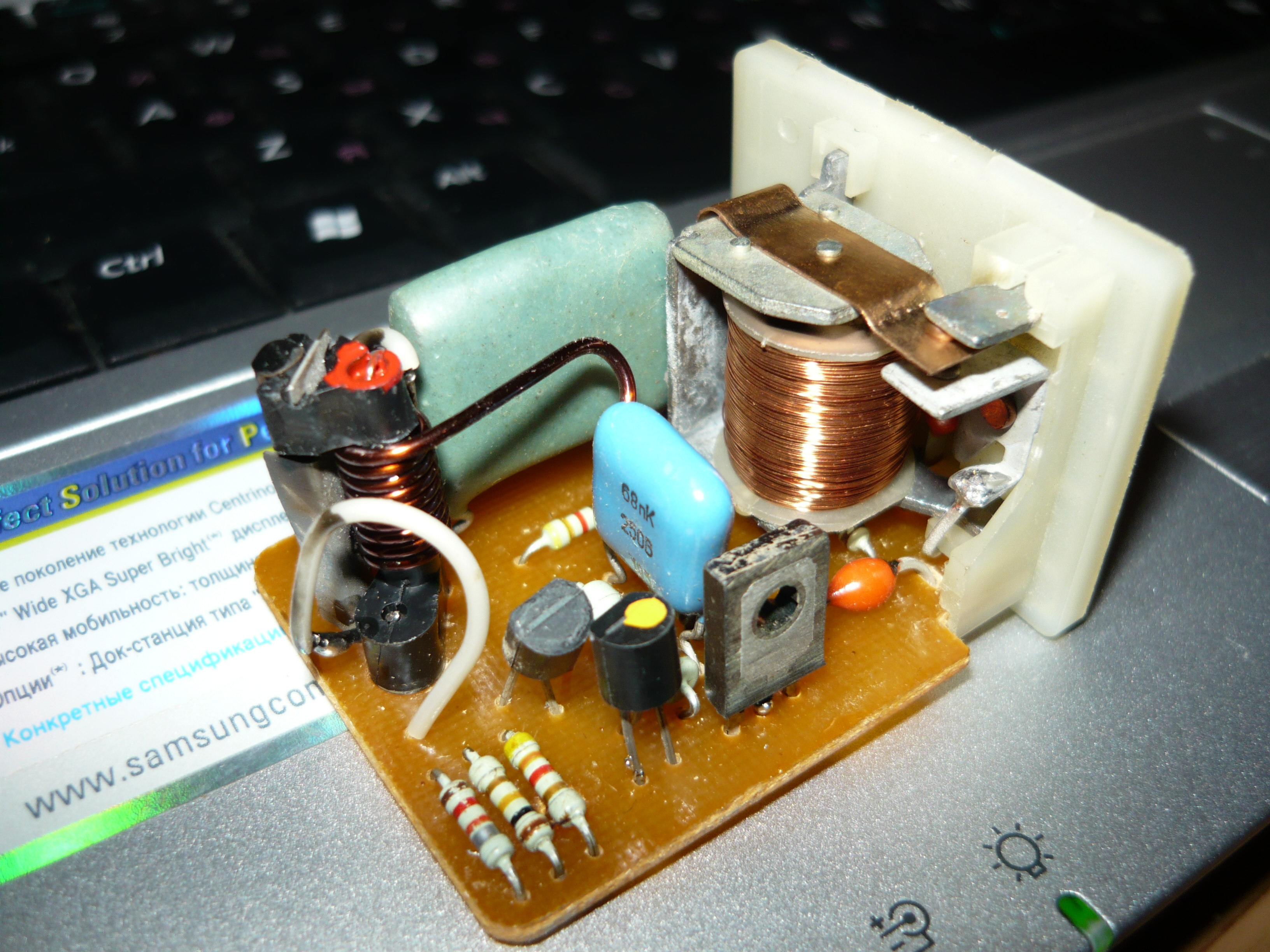
Реле управления указателем поворота для автомобилей ВАЗ

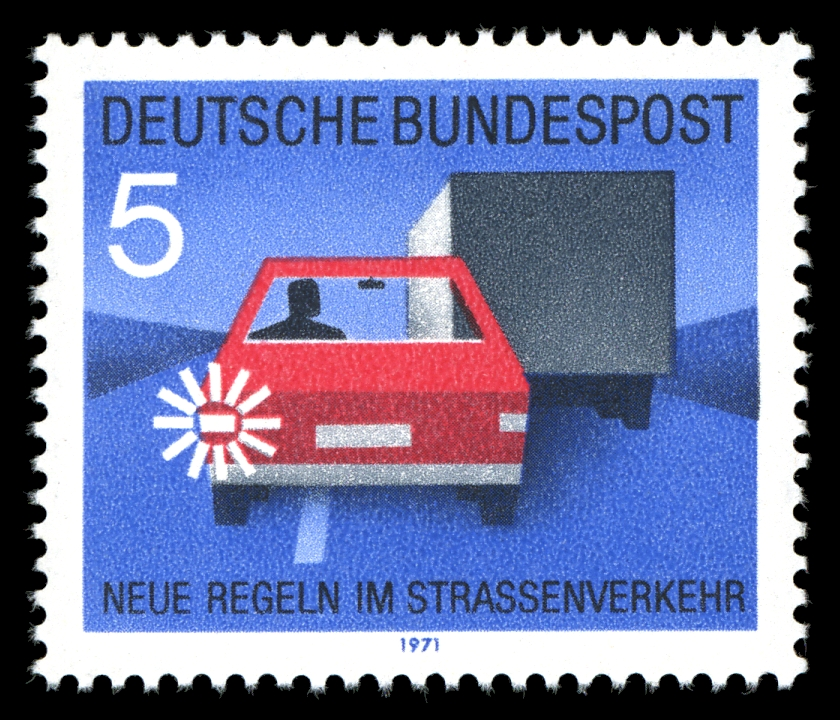
Германская почтовая марка (введено новое правило включения блинкера при выходе на левую полосу автобана)

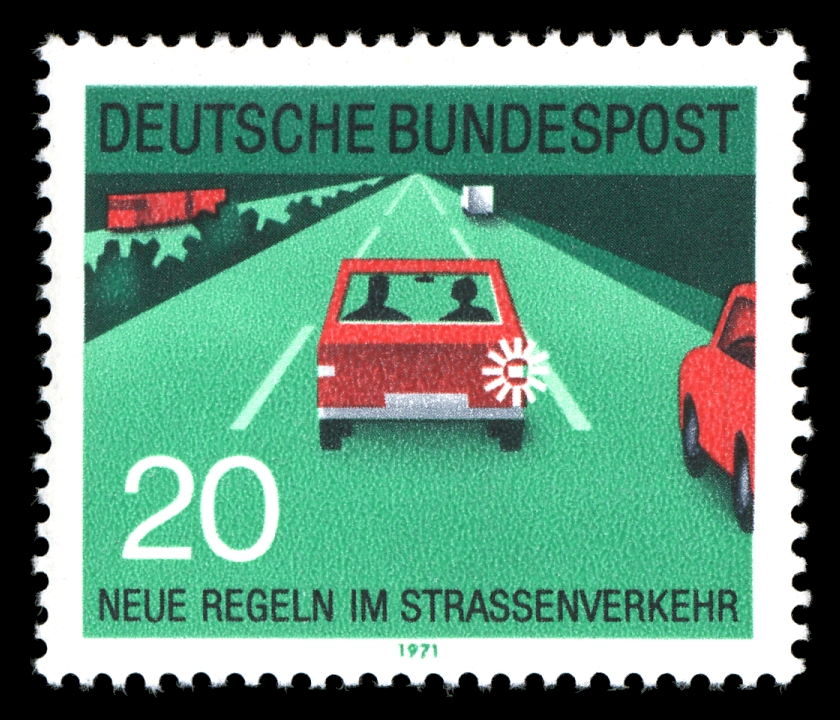
(правило включения поворотника при возвращении с левой полосы автобана)

Указатель поворота — световой мигающий сигнал, сигнализирующий о намерении водителя совершить поворот. Включение всех указателей поворота одновременно сигнализирует об аварийной остановке.

## История

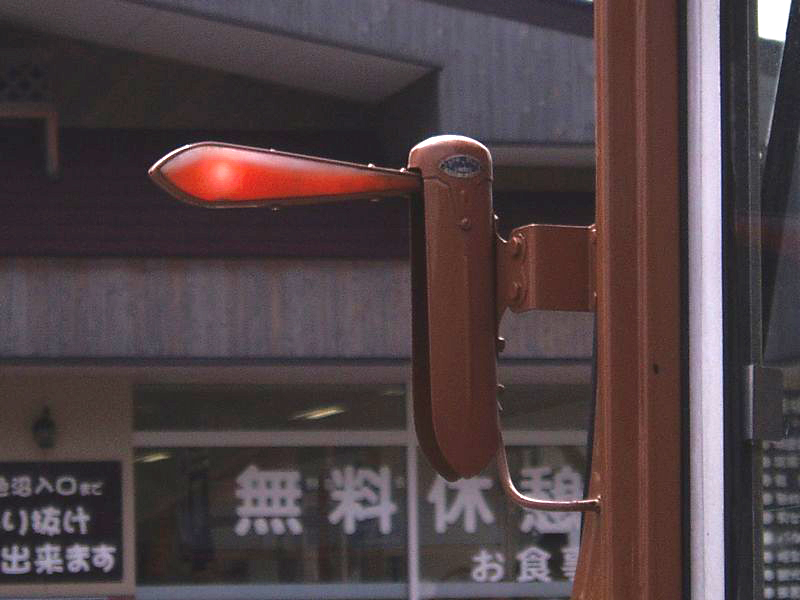
Выдвижной указатель поворота

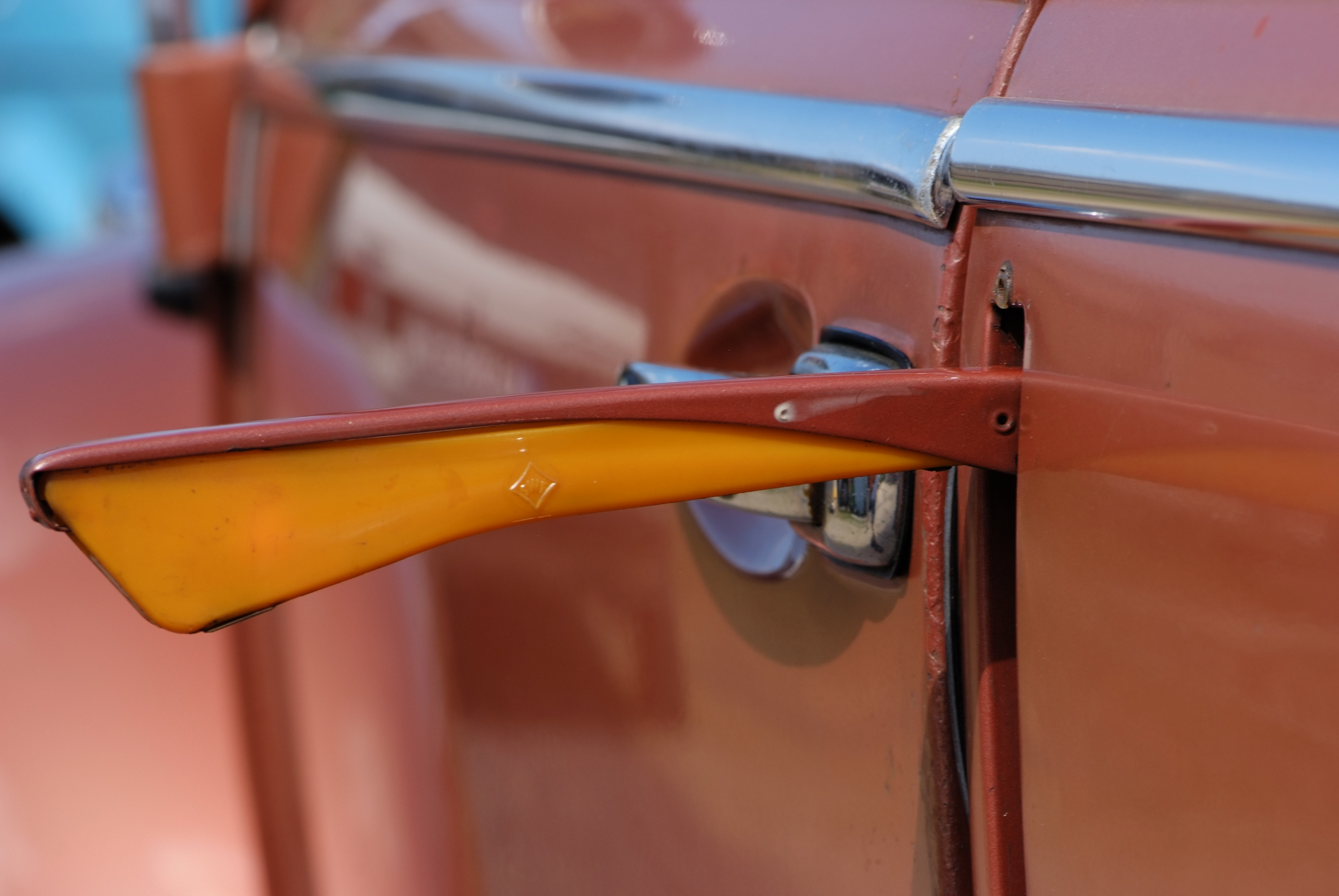
Выдвижной указатель поворота Volkswagen Käfer (Жук) 1956 года

До конца 1930-х годов на автомобилях отсутствовали современные световые указатели поворота. Ранее для обозначения поворота использовались механические, выдвижные поворотники, которые в темное время суток подсвечивались встроенными огнями.
Первым серийным автомобилем, получившим электрические указатели поворота, стал Buick Roadmaster 1939 модельного года. После Второй мировой войны электрические указатели поворота распространились и в Европе, включая СССР. Первым советским автомобилем с электрическими поворотниками стал ЗИС-110.
Традиционно в указателях поворота используются лампочки оранжевого цвета. Изначально оранжевые лампочки делались с помощью кадмиевого красителя, который в 2000-е годы запретили. Однако с течением времени оранжевое покрытие современных лампочек может отслаиваться, из-за чего свет поворотника становится белым. Чтобы избежать этого, многие производители размещают оранжевый светофильтр непосредственно в корпусе поворотника.

## Стандарты указателей поворота
В России (согласно ГОСТу Р 41.50-99 (Правила ЕЭК ООН N 50)), в государствах СНГ, странах ЕС, в большинстве стран Азии и Африки, а также в Австралии представляет собой мигающий фонарь оранжевого («автожёлтого») цвета. В США и других странах Западного полушария фонарь может иметь как оранжевый, так и красный цвет (сзади). В последние десятилетия появились динамические указатели поворота на светодиодах, свет которых не только мигает, но и пробегает по длине фонарей.

## Дизайн
В большинстве автомобилей и прицепов передние и задние указатели поворота вмонтированы в светосигнальный блок, боковые же указатели поворота располагаются приблизительно на расстоянии от 1/15 до 1/3 длины от передней части автомобиля, в редких случаях дублируются ближе к корме. В сочлененных автобусах, троллейбусах и трамваях боковые поворотники также дублируются на хвостовой части.
В начале 2000-х конструктора фирмы Mercedes-Benz представили новый модельный ряд своей марки с поворотниками на зеркале, пришедшее из мотоциклетного дизайна. Это породило немало споров о достоинствах и недостатках этого дизайна, а также немало тюнинговых зеркал с работающими и неработающими поворотниками.

### Легковые автомобили
Конструкцию можно разделить на несколько типов. Наиболее распространенным в России, Евросоюзе и во всем Восточном полушарии является обычная фара с оранжевым светофильтром. Второе место занимает оранжевая лампочка, встроенная в светосигнальный блок. Сейчас всё более модным и наиболее технологичным независимо от транспортного средства становится делать указатели поворота на светодиодах.

### УП на грузовиках и прицепах
Передние указатели поворота у грузовиков, как правило, оригинальные, задние поворотники производятся разными производителями, при этом могут иметь любую компоновку.

### Тракторные указатели поворота
Если передние поворотники встроены в фары, то задние поворотники так же являются продукцией другого производителя.

### Мотоциклы

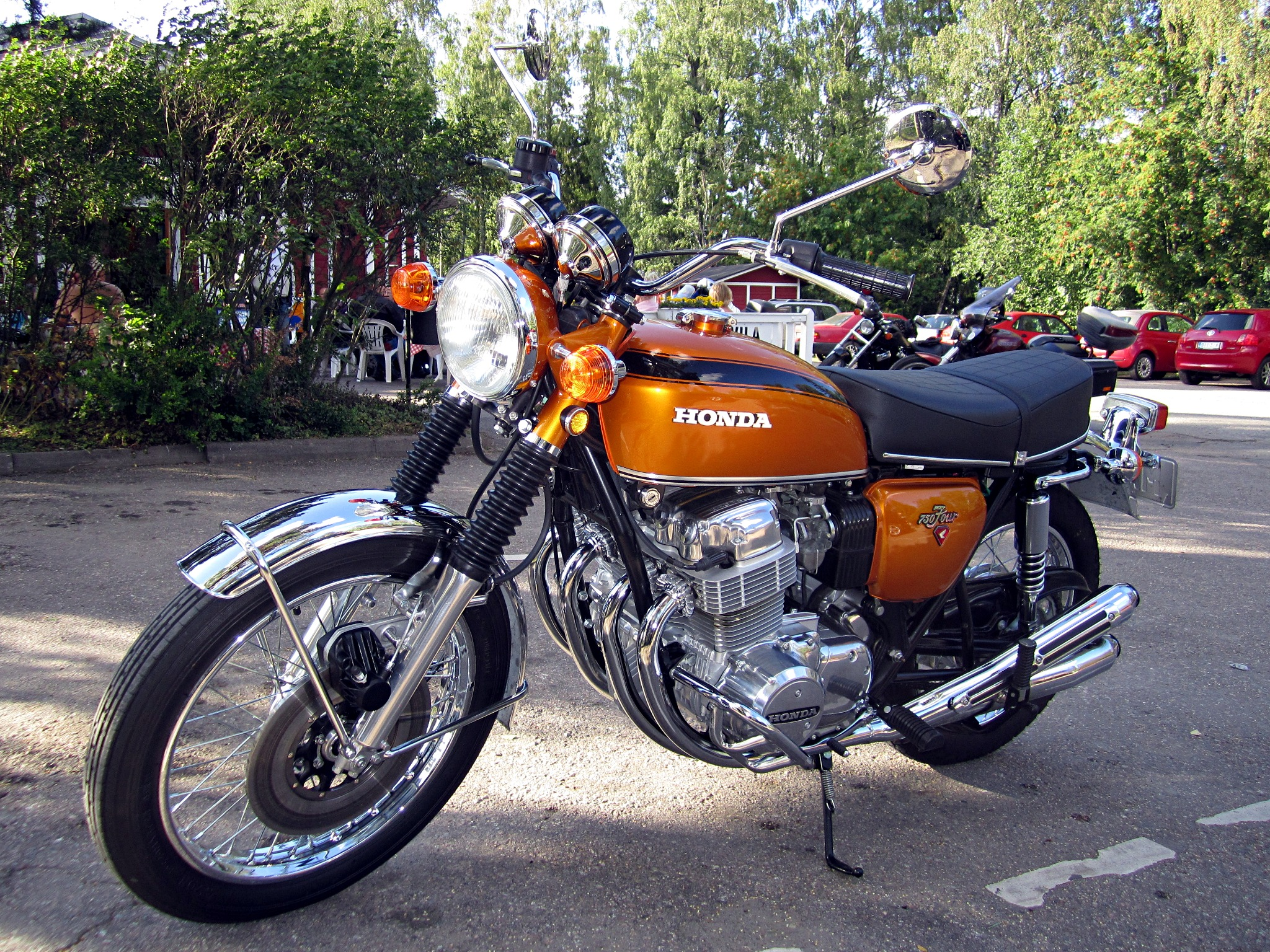
мотоцикл Хонда 1971 года выпуска с указателями поворота

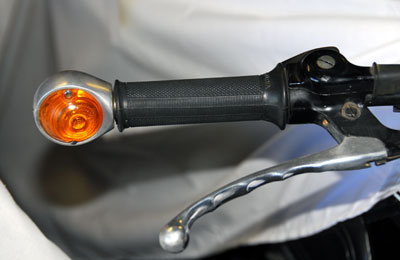
Указатель поворота на руле мотоцикла

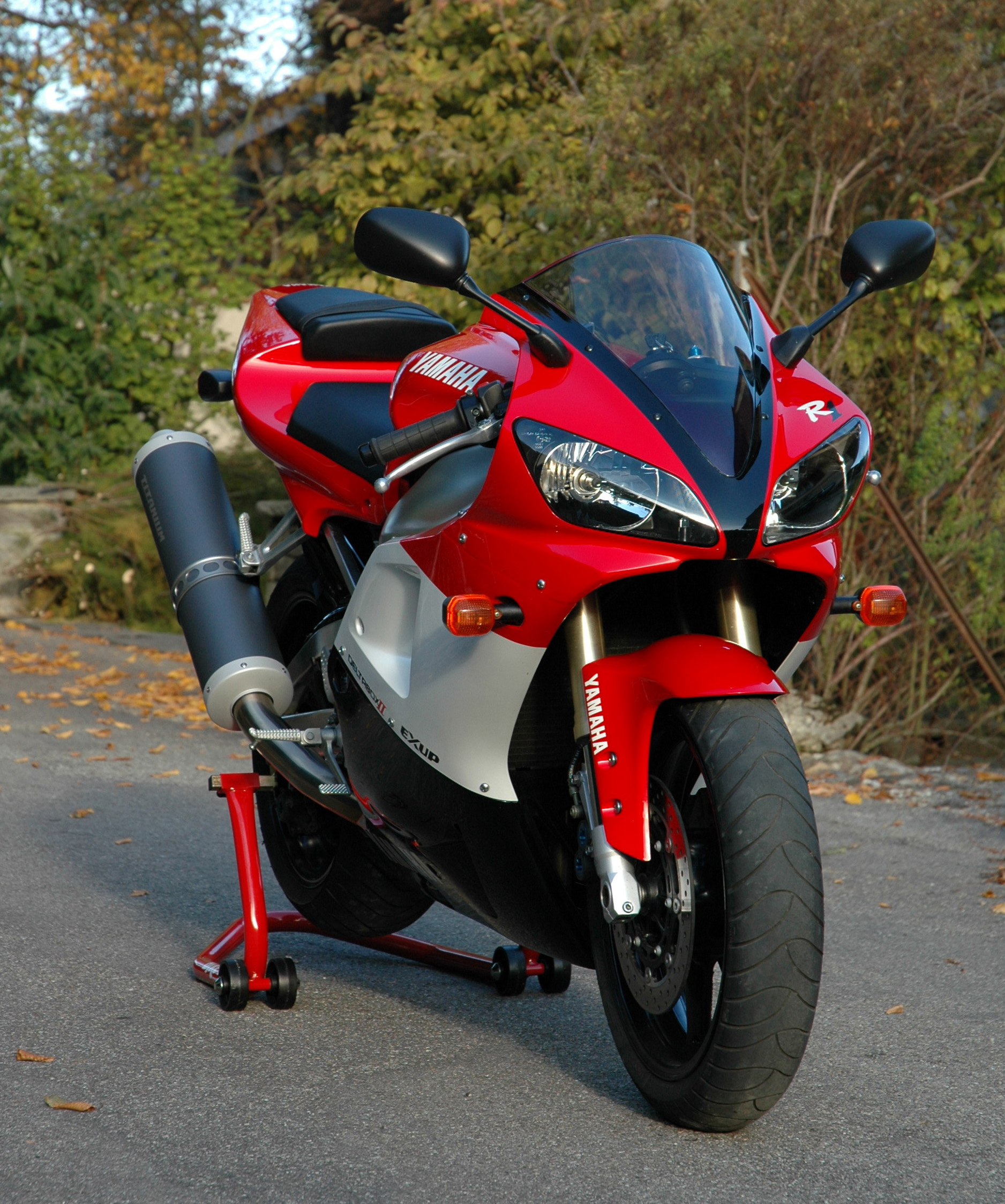
Оба передних указателя на мотоцикле Yamaha YZF R1

В некоторых случаях выносится за габарит. Передние указатели выносятся на стойки как на руль, так и на зеркала и вилки. Задние могут быть вмонтированы в седло.

## Аварийная световая сигнализация
Аварийная световая сигнализация — мигание указателей поворота обоих бортов, исторически (в США) более быстрое, чем «обычные» поворотники. Включается кнопкой с эмблемой в виде красного треугольника.
«Аварийку» принято включать при любой проблеме в автомобиле — с самим автомобилем (остановка на дороге ради незначительного ремонта, автомобиль медленно едет, из-за, например, грязного лобового стекла), водителем (ослепило, приступ болезни), грузом (плохо закреплён, мешает управляемости), пассажиром (укачало, драка в автомобиле), дополнительным оборудованием (GPS-навигатор свалился с крепления), обстановкой вокруг (пешеход в неожиданном месте, проезд полностью перекрыт). Некоторые авторы рекомендуют включать «аварийку» при сложных манёврах по стоянке. В некоторых юрисдикциях (например, Украины) следует включать «аварийку», когда автомобиль остановлен дорожной полицией.
При аварийной остановке в дополнение к «аварийке» нужно выставлять знак аварийной остановки на безопасном расстоянии (варьирующемся от 15 до 200 м в разных ситуациях и юрисдикциях). При буксировке задний автомобиль должен включить «аварийку», а если это невозможно — прикрепить знак аварийной остановки. Также «аварийку» должны включать при остановке на дороге многие из автомобилей, связанных с опасностью (по ПДД России — производящие посадку и высадку групп детей).
Как и габаритные огни, «аварийку» можно включить, даже если остальная электросеть автомобиля выключена. Устройства типа «антиразряд», отключающие сильно разряженный аккумулятор, чтобы потом на остатках открыть, запустить и зарядить автомобиль, реагируют на «аварийку» и высаживают аккумулятор до конца — безопасность важнее.
Стоящий на «аварийке» автомобиль следует объезжать с запасом по скорости и интервалу — рядом могут находиться люди или непредвиденные преграды.
Кратковременное включение аварийной сигнализации неформально на языке автолюбителей означает «спасибо».

## Управление
В автомобилях, автобусах и троллейбусах включение происходит при помощи рычага на рулевой колонке слева (за исключением праворульных авто, у которых рычаг находится справа), положение вверх — поворот вправо, положение вниз — поворот влево, сигнал аварийной остановки включается отдельно на приборной доске. На мотоциклах включение находится рядом с ручкой газа и может иметь совершенно разный дизайн. Указатель поворота на трамвае, как правило, включается на приборной доске, что объясняется отсутствием руля.

## Галерея

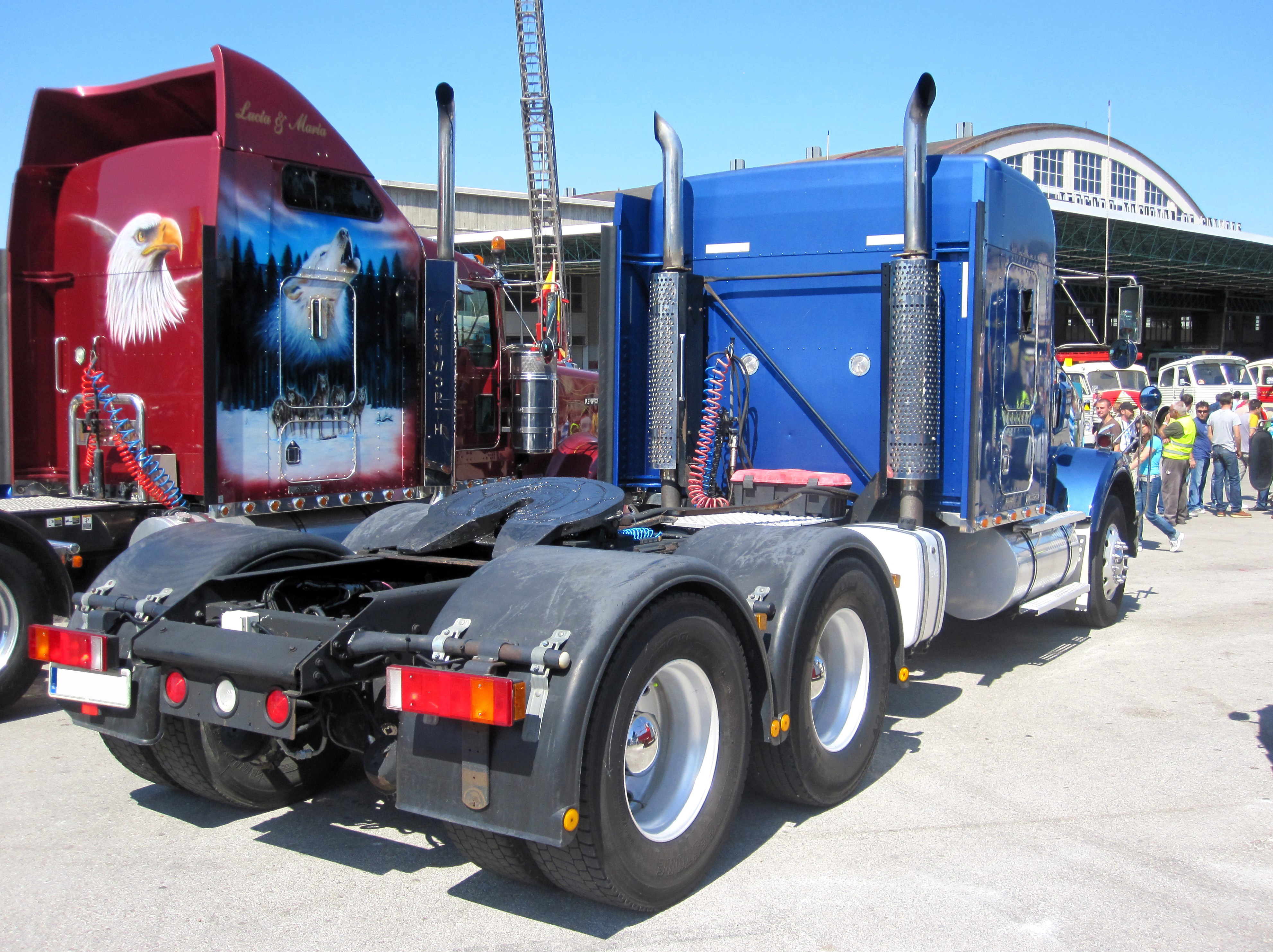
Поворотники в блоке задних фонарей на Кенуорте
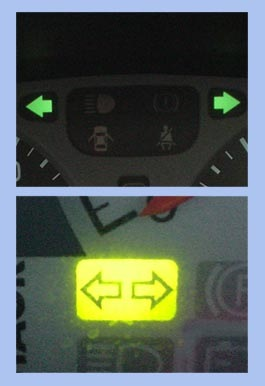
Индикатор указателя поворота в виде левой и правой зелёной стрелки между спидометром и тахометром.
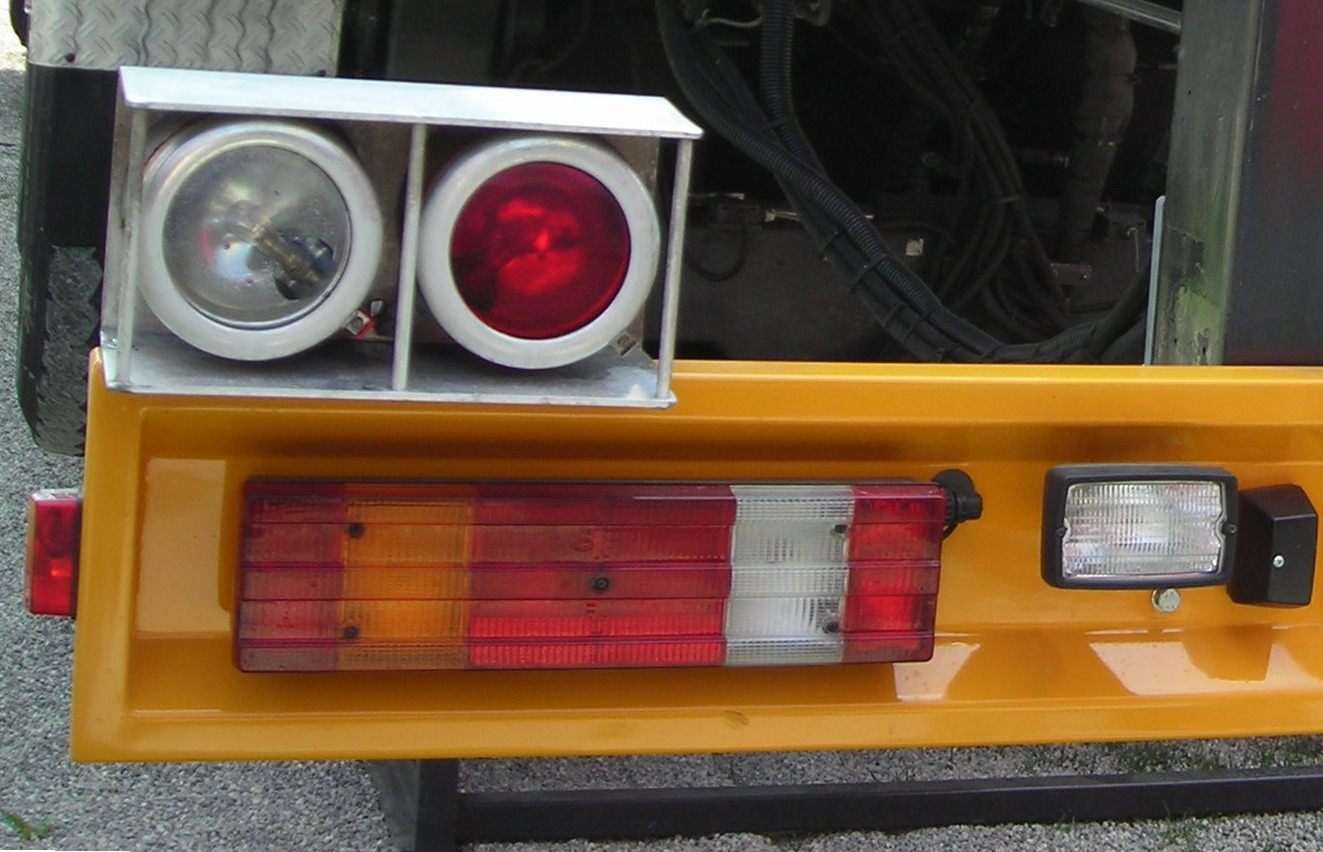
Указатель поворота внутри светосигнального блока на грузовике Европейского типа
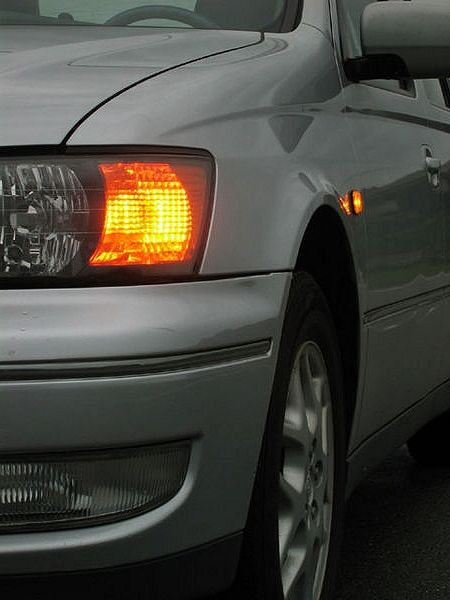
Включенный передний указатель поворота
Анимационная схема указателя поворота на Subaru